# Maaike De Vreese
Maaike De Vreese, née le 26 juillet 1984 à Bruges, est une femme politique belge, membre de la Nieuw-Vlaamse Alliantie (N-VA).

## Biographie
Maaike De Vreese nait le 26 juillet 1984 à Bruges,. Elle possède un master en criminologie de l'université de Gand.

### Carrière politique
De 2014 à 2018, elle est conseillère de cabinet auprès du secrétaire d'État à l'Asile et à la Migration, Theo Francken.
Lors des élections régionales de 2019, elle est élue députée au Parlement flamand. Elle est désignée sénatrice par le Parlement flamand la même année.
Lors des élections législatives fédérales de 2024, elle est élue députée à la Chambre des représentants pour la circonscription de Flandre-Occidentale.